# Julus flavotaeniatus
Julus flavotaeniatus är en mångfotingart som beskrevs av Brandt 1841. Julus flavotaeniatus ingår i släktet Julus och familjen kejsardubbelfotingar. Inga underarter finns listade i Catalogue of Life.